# Pir (Satu Mare)
Pir é uma comuna romena localizada no distrito de Satu Mare, na região histórica da Transilvânia. A comuna possui uma área de 45.87 km² e sua população era de 1593 habitantes segundo o censo de 2007.